# Цовон (Падова)
Цовон је насеље у Италији у округу Падова, региону Венето.
Према процени из 2011. у насељу је живело 133 становника. Насеље се налази на надморској висини од 28 м.